# Régression de Ryle
En philosophie, la régression de Ryle est un argument classique contre les théories cognitivistes et conclut que ces théories sont essentiellement dépourvues de sens car elles n'expliquent pas ce qu'elles prétendent.
Le philosophe Gilbert Ryle s'intéressait à la « légende intellectualiste » (aussi appelée « Dogme du fantôme dans la machine », « Légende de deux vies », « Histoire de deux mondes » ou « Légende de la double-vie ») qui exige que les actes intelligents soient le produit de l'application consciente de règles mentales. En d'autres termes, Ryle tentait de combatte le dualisme cartésien. 
Un élégant résumé de la position que combat Ryle est la fameuse déclaration de Ralph Waldo Emerson selon laquelle « L'ancêtre de chaque action est une pensée ». À l'opposé de ces affirmations qui excluent toute autre filiation possible d'actions par l'emploi du mot « chaque », Ryle fait valoir dans La Notion d'esprit (1949) que la légende intellectualiste entraîne une régression à l'infini de la pensée : 
« Selon la légende, chaque fois qu'un agent fait quoi que ce soit de façon intelligente, son acte est précédé et piloté par un autre acte interne d'examen d'une proposition réglementaire appropriée à son problème pratique. [...] Faut-il alors dire que relativement aux réflexions du héros sur la façon d'agir pour être intelligent, il doit d'abord réfléchir à la meilleure façon de réfléchir sur la façon d'agir? L'infini de cette régression implicite montre que l'application du critère de pertinence ne comporte pas la survenance d'un processus d'examen de ce critère » (La Notion d'esprit (1949), p. 31.).
« L'objection essentielle à la légende intellectualiste est celle-ci. L'examen des propositions est elle-même une opération dont l'exécution peut être plus ou moins intelligente, plus ou moins stupide. Mais si, pour qu'une opération soit intelligemment exécutée, une opération théorique préalable doit d'abord être réalisée et réalisée intelligemment, ce serait une impossibilité logique pour quiconque de jamais pénétrer dans le cercle » (La Notion d'esprit (1949), p. 30.).
Les variantes de la régression de Ryle sont généralement dirigées vers les théories cognitivistes. Par exemple, afin d'expliquer le comportement des rats, Edward Tolman a suggéré que les rats construisent une « carte cognitive » qui les aide à localiser des renforçateurs et il emploie des termes intentionnels (par exemple, espérance, objectifs, signification) pour décrire leur comportement. Cela a conduit à une attaque célèbre sur le travail de Tolman par Edwin R. Guthrie qui a souligné que si on laisse entendre que chaque action doit être précédée par une « action » cognitive (une « pensée » ou « schéma » ou « scénario » ou autre), alors qu'elle est la « cause » de cette action ? (une sensation physique peut-être?). Il est clair qu'elle doit être précédée par une autre action cognitive, qui doit à son tour être précédée par une autre et ainsi de suite en une régression à l'infini (ce qui est toujours un signe que quelque chose a mal tourné avec une théorie). Le point clé de Guthrie est que l'explication de Tolman, qui tente d'expliquer la cognition animale, n'explique rien du tout. 
Comme autre exemple, nous pouvons prendre note de la déclaration suivante extraite de La Notion d'esprit :
« L'objet principal de ce chapitre est de montrer qu'il existe beaucoup d'activités qui montrent directement des qualités de l'esprit, mais elles-mêmes ne sont ni des opérations intellectuelles non plus que les effets d'opérations intellectuelles. une pratique intelligente n'est pas l'enfant associé de la théorie. Au contraire, théoriser est une pratique parmi d'autres et est elle-même menée intelligemment ou bêtement ».
À la lumière de la critique de Ryle, nous pouvons traduire la déclaration faite par Emerson (encore très en vogue) en « L'ancêtre de chaque action est une action. (Il en est ainsi, puisque Ryle note que « théoriser est une pratique parmi d'autres ».) - ce qui est un rappel de Thomas d'Aquin. Ou nous pouvons aller encore plus loin et dire que, selon Ryle : « L'ancêtre de tout comportement est un comportement ». 
Comme l'indique l'emploi du mot « comportement » dans la phrase ci-dessus, la régression de Ryle émane de la tradition comportementaliste. Vers la fin de La Notion d'esprit, Ryle déclare :
« Le programme méthodologique des comportementalistes a été d'une importance révolutionnaire pour la recherche en psychologie. Mais plus que cela, il a été l'une des principales sources de la suspicion philosophique que l'histoire des deux mondes est un mythe »(La Notion d'esprit (1949), p. 328.).
Le comportementalisme logique de Ryle ne doit pas être confondu avec le comportementalisme radical de B. F. Skinner, ou le comportementalisme méthodologique de John B. Watson. Alex Byrne note que « Ryle était en effet, comme il l'aurait dit, « la moitié d'un comportementaliste » ».
Les chercheurs en sciences cognitives considèrent la régression de Ryle comme un problème potentiel pour leurs théories. Un desideratum de celles-ci est un compte-rendu de principe de la façon dont la régression (potentiellement) infinie qui apparaît peut être arrêtée. Voir aussi l'Hypothèse de l'homoncule.

## Source de la traduction
- (en) Cet article est partiellement ou en totalité issu de l’article de Wikipédia en anglais intitulé « Ryle's regress » (voir la liste des auteurs).